# Mikkel Damsgaard
Mikkel Krogh Damsgaard (ur. 3 lipca 2000 w Jyllinge) – duński piłkarz, występujący na pozycji skrzydłowego w angielskim klubie Brentford oraz w reprezentacji Danii.

## Kariera klubowa

### FC Nordsjælland
W 2013 dołączył do akademii FC Nordsjælland. W 2017 został przesunięty do pierwszego zespołu. Zadebiutował 27 września 2017 w meczu Pucharu Danii przeciwko Vejgaard BK (0:4). W Superligaen zadebiutował 26 listopada 2017 w meczu przeciwko AC Horsens (6:0). Pierwszą bramkę zdobył 4 marca 2018 w meczu ligowym przeciwko Randers FC (0:3). 12 lipca 2018 zadebiutował w kwalifikacjach do Ligi Europy w meczu przeciwko Cliftonville (0:1).

### UC Sampdoria
1 lipca 2020 podpisał kontrakt z klubem UC Sampdoria. Zadebiutował 20 września 2020 w meczu Serie A przeciwko Juventusowi (3:0). Pierwszą bramkę zdobył 17 października 2020 w meczu ligowym przeciwko Lazio (3:0).

## Kariera reprezentacyjna

### Dania U-19
W 2018 roku otrzymał powołanie do reprezentacji Danii U-19. Zadebiutował 27 marca 2018 w meczu eliminacji do Mistrzostw Europy U-19 2018 przeciwko reprezentacji Austrii U-19 (2:2).

### Dania U-21
W 2019 roku otrzymał powołanie do reprezentacji Danii U-21. Zadebiutował 6 września 2019 w meczu towarzyskim przeciwko reprezentacji Węgier U-21 (0:0). Pierwszą bramkę zdobył 9 października 2020 w meczu eliminacji do Mistrzostw Europy U-21 2021 przeciwko reprezentacji Malty U-21.

### Dania
W 2020 roku otrzymał powołanie do reprezentacji Danii. Zadebiutował 11 listopada 2020 w meczu towarzyskim przeciwko reprezentacji Szwecji (2:0).

## Statystyki

### Klubowe
(aktualne na dzień 26 lutego 2021)
| Klub               | Sezon              | Liga               | Liga  | Liga   | Puchar kraju | Puchar kraju | Europa | Europa | Suma  | Suma   |
| Klub               | Sezon              | Liga               | Mecze | Bramki | Mecze        | Bramki       | Mecze  | Bramki | Mecze | Bramki |
| ------------------ | ------------------ | ------------------ | ----- | ------ | ------------ | ------------ | ------ | ------ | ----- | ------ |
| FC Nordsjælland    | 2017/18            | Superligaen        | 17    | 1      | 1            | 0            | –      | –      | 18    | 1      |
| FC Nordsjælland    | 2018/19            | Superligaen        | 32    | 1      | 1            | 0            | 6      | 0      | 39    | 1      |
| FC Nordsjælland    | 2019/20            | Superligaen        | 35    | 11     | 1            | 0            | –      | –      | 36    | 11     |
| FC Nordsjælland    | Ogólnie            | Ogólnie            | 84    | 13     | 3            | 0            | 6      | 0      | 93    | 13     |
| UC Sampdoria       | 2020/21            | Serie A            | 22    | 2      | 2            | 0            | –      | –      | 24    | 2      |
| UC Sampdoria       | Ogólnie            | Ogólnie            | 22    | 2      | 2            | 0            | 0      | 0      | 24    | 2      |
| Ogólnie w karierze | Ogólnie w karierze | Ogólnie w karierze | 106   | 15     | 5            | 0            | 6      | 0      | 117   | 15     |

### Reprezentacyjne
(aktualne na dzień 26 lutego 2021)
| Reprezentacja | Rok     | Mecze | Bramki |
| ------------- | ------- | ----- | ------ |
| Dania U-19    |         |       |        |
| 2018          | 3       | 0     |        |
| 2019          | 3       | 0     |        |
| Ogólnie       | Ogólnie | 6     | 0      |
| Dania U-21    |         |       |        |
| 2019          | 4       | 0     |        |
| 2020          | 4       | 1     |        |
| Ogólnie       | Ogólnie | 8     | 1      |
| Dania         |         |       |        |
| 2020          | 1       | 0     |        |
| Ogólnie       | Ogólnie | 1     | 0      |

| Mecze i gole w reprezentacji | Mecze i gole w reprezentacji | Mecze i gole w reprezentacji | Mecze i gole w reprezentacji | Mecze i gole w reprezentacji | Mecze i gole w reprezentacji | Mecze i gole w reprezentacji | Mecze i gole w reprezentacji |
| Dania U-19                   | Dania U-19                   | Dania U-19                   | Dania U-19                   | Dania U-19                   | Dania U-19                   | Dania U-19                   | Dania U-19                   |
| Lp.                          | Data                         | Miejsce                      | Gospodarz                    | Gość                         | Wynik                        | Gol                          | Rozgrywki                    |
| ---------------------------- | ---------------------------- | ---------------------------- | ---------------------------- | ---------------------------- | ---------------------------- | ---------------------------- | ---------------------------- |
| 1.                           | 27.03.2018                   | Silkeborg                    | Austria U-19                 | Dania U-19                   | 2:2                          |                              | el. ME U-19 2018             |
| 2.                           | 16.11.2018                   | Lepe                         | Dania U-19                   | Szwajcaria U-19              | 2:3                          |                              | Mecz towarzyski              |
| 3.                           | 19.11.2018                   | Vila Real de Santo António   | Szwajcaria U-19              | Dania U-19                   | 0:2                          |                              | Mecz towarzyski              |
| 4.                           | 20.03.2019                   | Loughborough                 | Grecja U-19                  | Dania U-19                   | 2:2                          |                              | el. ME U-19 2019             |
| 5.                           | 23.03.2019                   | Loughborough                 | Czechy U-19                  | Dania U-19                   | 3:1                          |                              | el. ME U-19 2019             |
| 6.                           | 26.03.2019                   | Burton upon Trent            | Dania U-19                   | Anglia U-19                  | 2:2                          |                              | el. ME U-19 2019             |
| Dania U-21                   |                              |                              |                              |                              |                              |                              |                              |
| Lp.                          | Data                         | Miejsce                      | Gospodarz                    | Gość                         | Wynik                        | Gol                          | Rozgrywki                    |
| 1.                           | 06.09.2019                   | Aalborg                      | Dania U-21                   | Węgry U-21                   | 0:0                          |                              | Mecz towarzyski              |
| 2.                           | 14.10.2019                   | Pori                         | Finlandia U-21               | Dania U-21                   | 0:1                          |                              | el. ME U-21 2021             |
| 3.                           | 15.11.2019                   | Lwów                         | Ukraina U-21                 | Dania U-21                   | 2:3                          |                              | el. ME U-21 2021             |
| 4.                           | 19.11.2019                   | Aalborg                      | Dania U-21                   | Malta U-21                   | 5:1                          |                              | el. ME U-21 2021             |
| 5.                           | 04.09.2020                   | Aalborg                      | Dania U-21                   | Ukraina U-21                 | 1:1                          |                              | el. ME U-21 2021             |
| 6.                           | 08.09.2020                   | Ballymena                    | Irlandia Północna U-21       | Dania U-21                   | 0:1                          |                              | el. ME U-21 2021             |
| 7.                           | 09.10.2020                   | Ta’ Qali                     | Malta U-21                   | Dania U-21                   | 1:3                          | Gol                          | el. ME U-21 2021             |
| 8.                           | 13.10.2020                   | Aalborg                      | Dania U-21                   | Finlandia U-21               | 2:1                          |                              | el. ME U-21 2021             |
| Dania                        |                              |                              |                              |                              |                              |                              |                              |
| Lp.                          | Data                         | Miejsce                      | Gospodarz                    | Gość                         | Wynik                        | Gol                          | Rozgrywki                    |
| 1.                           | 11.11.2020                   | Brøndbyvester                | Dania                        | Szwecja                      | 2:0                          |                              | Mecz towarzyski              |